# جون بروس هويل
جون بروس هويل (بالإنجليزية: John Bruce Howell)‏ هو أمين مكتبة أمريكي، ولد في 17 يونيو 1941 في غرينسبورج في الولايات المتحدة، وتوفي في 28 فبراير 1997 في آيوا سيتي في الولايات المتحدة.